# 布奧爾卡拉赫河
布奧爾卡拉赫河是俄羅斯的河流，屬於奧列尼奧克河的左支流，由薩哈共和國負責管轄，河道全長305公里，流域面積約8,780平方公里，河水主要來自融雪和雨水。